# Подноволоки
Подноволоки (Поднаволо́к) — деревня в Милославском районе Рязанской области. Входит в Горняцкое сельское поселение.

## История

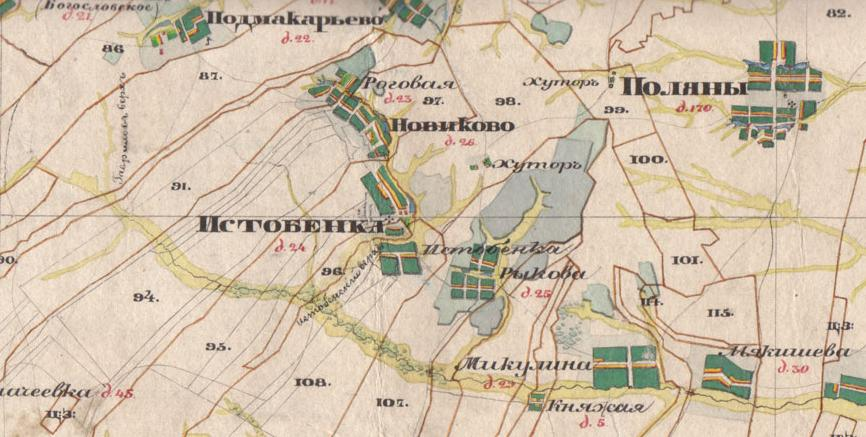
Карта 1850 года, составленная А. И. Менде

Поднаволо́к, как село Истобенское, упоминается в писцовых книгах XVI века. В то время оно входило в состав Верденского разъезда, Пехлецкого стана и располагалось на южной засечной черте, у границ Русского царства. Основную массу населения составляли: засечные сторожа, стрельцы, рейтары, казаки, однодворцы и крепостные крестьяне (как правило, достаточно малое число). Крестьяне занимались «обслуживанием» воинских людей и жили с ними фактически под одной крышей.

## Население
| 1859 | 1897 | 1906 | 2010 |
| ---- | ---- | ---- | ---- |
| 529  | ↘488 | ↗688 | ↘56  |

## Церковь Великого Чудотворца Николая
Духовным центром для всего населения данной местности была церковь, возведенная в честь Великого Чудотворца Николая. Когда впервые она была построена, сказать очень сложно, однако, опираясь на упомянутые ранее писцовые книги, составленных государевым человеком, боярином и воеводой Третьяком Григорьевичем Вельяминовым с товарищами в 1594—1597 годах, а также на ряд других источников, можно все же приблизительно означить временные рамки.
В 1900 году вышла книга Василия Николаевича Сторожева — «Писцовые книги Рязанского края XVI—XVII веков», в основу которой лег указанный выше труд Вельяминова.

В данной книге читаем:
За Сенькою за Ивановым сыном Новикова — жребий в деревне Новиковой на Истобенском верху под наволоком...
За Никифором за Евсиным сыном Иванова — жребий в селе Истобенском в Истобенской поляне...
Автор (Т. Г. Вельяминов, так как В. Н. Сторожев лишь свел воедино его записи и отпечатал их в новом формате) четко указал, что Истобенское — село, а село, как известно — это поселение, в котором есть церковь. Таким образом, на 1594 год церковь уже существовала и можно предположить, что построена она была во второй половине XVI века. Именно во второй половине XVI века, по указу царя Ивана IV Грозного, в диком поле, возводится ряда городов-крепостей, таких как Шацк и Козлов, что приводит к многократному усилению южного пограничья Русского царства. Рязанские земли, многие сотни лет остававшиеся форпостом, автоматически перешли в разряд тыловых. Граница теперь — Тамбовская земля.
Приобретение статуса тыла усиливает приток населения, а также повышает уверенность в том, что можно основывать капитальные помещичьи хозяйства, без страха быть разоренными татарскими набегами. Все эти факты дают основания полагать, что именно в это время и была построена церковь.
Сама церковь впервые упоминается в окладных книгах, учиненных в 1676 году, при преосвященном митрополите Рязанском и Муромском Иосифе. Книги данные легли в основу колоссального труда знаменитого Рязанского историка и священнослужителя — Ивана Васильевича Добролюбова. Долгих 7 лет создавал он свои «Историко-статистические описания церквей и монастырей Рязанской епархии». По итогам, в свет вышло издание из IV томов, в коих он скрупулезно описал каждую церковь, с их приходами, которая существовали на землях Рязанской губернии с XVI по XIX века. Интересно еще и то, что в книгах имеются не только сухие статистические данные, но и интересные факты о местности, особенностях быта людей того или иного селения.

Необходимо сказать, что второй том вышел в 1885 году на 373 страницах и включил в себя описания церквей и монастырей: города Пронска и уезда, города Скопина и уезда, а также города Ряжска и уезда. Итак, приход села Иоанн Васильевич описывает следующим образом:
В 16½ версте от уездного города. Село Истобенское, Поднаволока тожъ, в качестве села упоминается в окладных книгах 1676 года, где при бывшей в том селе церкви Великого Чудотворца Николая показано три двора поповых. Церковной пашни десять четвертей в поле, а в дву потому же, сенных покосов сорок копен. В приходе - в селе Поднаволоке и деревнях: Новиковой, Рыковой, Юмашеве, Микулиной, Мокшеевой, Курбатове, Растягайне и Бухвостовой - считалось девяносто один двор помещиков, шестнадцать дворов задворных слуг, сто двенадцать дворов крестьянских, двенадцать дворов бобыльских и всего двести тридцать шесть дворов.
...существующая ныне [1886 год] в том селе деревянная церковь, того же храмонаименования, с приделом Дмитриевским, построена по благословенной грамоте, данной архиепископом Симоном 6 июня 1791 года.Она находится в расстоянии 15 сажений от прежней бывшей церкви...
Из той же книги И. В. Добролюбова известны имена священнослужителей: Алешинский Иван Дмитриевич, Измайлов Иван Ильич, Кивотов Иван Васильевич, Соколов Василий Григорьевич. Последним священником стал Борецкий Федор Иванович. Действовала церковь вплоть до начала Великой Отечественной войны. Была разобрана по приказу председателя колхоза, однако еще в конце XX века месте церкви явно просматривалось её каменное основание.

## Предание о лихих людях и золоте
Интересную легенду старожилы рассказывали ещё в конце XX века. Старики рассказывали, будто бы на Чертовой горе в старые времена стояло несколько домов, и будто бы в них обитали лихие люди-разбойники. Было это ещё в те времена, когда ни села ещё не было, ни деревень в округе. И сказ шёл, что все золото, которое они добывали грабежами, закапывали они в гору Чертову. Кроме денег, по рассказам закопана в гору и золотая карета.
Подобную легенду можно найти в «Историко-статистическое описание церквей и монастырей Рязанской епархии» И. В. Добролюбова:
В полуверсте от церкви находится урочище, именуемое "Чертовою горою", в которой, по народному преданию, сохранен клад, к отрытию которого и деланы были попытки, не увенчавшиеся впрочем успехом. Не здесь ли находилось упоминаемая в Ряжских писцовых книгах 137 и 138 годов деревня Чертовая, которая, вместе с деревней Новиковой того же Никольского прихода, состояла в числе вотчин боярина Ивана Никитича Романова? Близь этого урочища лет восемь тому назад найдена была кубышка с серебряными монетами с именем Михаила Феодоровича, которая тогда же и была продана кому-то в городе Скопине.

## Известные уроженцы
- Ополовников, Александр Викторович (8 ноября 1911 — 26 декабря 1994)